# 桑普特鎮區 (密歇根州)
桑普特鎮區（英語：Sumpter Township）是位於美國密歇根州韋恩縣的一個行政鎮區。

## 地方資料
桑普特鎮區的面積為96.97平方千米，當中陸地面積為96.76平方千米，而水域面積為0.21平方千米。根據2020年美國人口普查的數據，當地共有人口9660人，而人口密度為每平方千米99.62人。